# Monumentul Eroilor de pe Măgura Ocnei
Monumentul Eroilor de pe Măgura Ocnei din orașul Târgu Ocna este un monument comemorativ al militarilor români morți în Primul Război Mondial, ridicat între anii 1925-1928 la o altitudine de 520 m într-un punct important al arealului în care, Armata României a dus luptele de apărare necesare susținerii frontului de la Oituz. Construcția este situată pe dealul Măgura, lângă mănăstirea Măgura Ocnei, care a servit drept spital de campanie în 1917.

## Amplasamentul
Măgura Ocnei se află în Munții Nemira. Din sectorul nordic al culmii principale a acestor munți, se desprind către est culmi secundare. Cu origine din vârful Șandru Mare, pornește astfel către est o culme secundară care duce de-a lungul vârfurilor La Cireș–Pufu–Țega–Cireșoaia spre valea Trotușului, până la Târgu Ocna, culme care se află între văile Dofteanei și Slănicului. Măgura Ocnei se găsește pe versantul drept al Trotușului, în zona munceilor cu aspect de plai desfășurați între văile acestor două râuri. Regiunea în care se află face tranziția între Munții Nemira, Depresiunea Tazlău-Cașin și Depresiunea Comănești-Dărmănești.
Clădirea monumentului se află la cota 520 m (504 m după o altă sursă) pe dealul Măgura Ocnei într-o poziție care domină împrejurimile, la circa 3 km distanță de mers pe jos de Halta CFR Salina. La mică distanță pe același deal, se află mănăstirea Măgura Ocnei.

## Istoricul
„Pentru vecinica amintire a sutelor de mii de eroi, căzuți pentru întregirea neamului românesc, precum și a tuturor luptătorilor în războiul din anii 1916-1919; asemenea pentru a rămânea pildă urmașilor, s-a început ridicarea acestui monument în anul 1925, sub glorioasa domnie a marelui rege Ferdinand I și a reginei Maria. S-a terminat în anul 1928 sub domnia M[aiestății] S[ale] regelui Mihai I și a înaltei Regențe compusă din A[lteța] S[a] R[egală] principele Nicolae, Î[nalt] P[rea] S[finția] S[a] Patriarhul dr. Miron Cristea și domnul Gh. Buzdugan. Lucrările s-au executat de militari, iar fondurile s-au adunat prin subscripție publică de domnul Mihai Teodoru, inițiatorul și președinte al comitetului, cu concursul domnilor membri, înscriși în Cartea de aur, conservată în monument.”—Pisania, dăltuită pe o placă de marmură

### Construcția
Monumentul Eroilor de pe Măgura Ocnei a fost ridicat în aceeași perioadă cu Mausoleul de la Mărășești, Mausoleul de la Mărăști și Crucea Eroilor de pe Muntele Caraiman, în memoria a celor peste 14.000 de ostași români căzuți în Primul Război Mondial pe frontul de la Oituz-Coșna-Cireșoaia. Fondurile necesare pentru această construcție au fost adunate prin subscripție publică de către Mihai Teodoru, inițiatorul acestui proiect, sprijinit de arhitectul Constantin Ciogolea, fiu al orașului stabilit la București și proiectant al construcției.[A]
La punerea pietrei de temelie, în 1925, a asistat și principele Carol, fost comandant onorific al vânătorilor de munte, în război. Lucrările de construcție au fost executate de către un colectiv format din 40 militari, zidari, pietrari și cioplitori, coordonați de plutonierul de geniu Gheorghe Angheluță.
Piatra cioplită folosită la ridicarea monumentului a fost exploatată de la 300 sute de metri distanță. Fasonarea acesteia s-a făcut la locul exploatării, conform cu specificațiile proiectului, apoi materialul rezultat a fost transportat cu tărgile. Schela care a ajutat la ridicarea monumentului a fost făcută din lemn de mesteacăn. Alte materiale de construcție precum cimentul, varul, nisipul au fost urcate pe deal din oraș în căruțe cu două roți, iar pe schelă, cu scripete manuale.
La 6 august 1928 a fost făcută inaugurarea construcției, în prezența autorităților civile și militare, a populației din zonă și a elevilor de la mai multe școli.
La etajul I a fost montat un ceas mecanic care acționa la fiecare jumătate de oră un clopot aflat la etajul II, ceasornicarul Neculai Nălboc urcând săptămânal pentru armarea mecanismului. La parter, se afla o cameră de refugiu cu portretele Regelui Ferdinand I și al Reginei Maria, în mărime naturală, precum și al lui Carol al II-lea în uniformă de vânător de munte. Tot în clădire se afla și un muzeu mic ce expunea fotografii, memorii de război (printre care și aceea a generalului Henri Berthelot) și cărți poștale scrise pe coji de mesteacăn, trimise de pe câmpul de luptă acasă de către militari.
Până la începutul celui de-al Doilea Război Mondial, clădirea a fost păzită de ostașii din garnizoana orașului, zi și noapte.

### Devastarea
După ultimul mare război, clădirea fost părăsită și lăsată în paragină. La 26 august 1945 monumentul a fost devastat de către trupele sovietice: ușile au fost deschise și exponatele originale au fost furate, printre acestea aflându-se și scrisorile scrise pe foi de mesteacăn, de către soldații de la Cireșoaia. Geamurile au fost și ele sparte, ceasul a fost furat și mecanismul acestuia distrus. Trupele ruse din zonă și-au încercat de asemenea armele, țintind monumentul, iar pereții au fost murdăriți și mâzgâliți, pardoseala a fost scoasă și mormântul de la parter a fost profanat, osemintele celor cinci eroi necunoscuți fiind aruncate în zonă.

### Restaurarea
Abia în anul 1972 Nicolae Costin, fiu al unui soldat ce a luptat la Mărășești, care fiu era șef de lot al Trustului de Construcții Industriale Gheorghe Gheorghiu-Dej (Onești), a început renovarea construcției și primăria orașului a alocat o sumă de 40.000 lei pentru reparații. Lucrările de restaurare au durat în total șase luni.
Renovarea a început prin completarea vârful de dom și montarea unui nou steag de 47 de kg făcut la Comănești, cel vechi fiind distrus de un trăsnet în anul 1967.  Prin intermediul fotografiilor vechi și a unui binoclu gradat s-au deslușit elemente de arhitectură distruse. Tencuiala interioară veche a fost dată jos și pereții retencuiți. Pisania actuală a fost gravată în marmura provenită de la un panou electric izolator de la Salina Târgu Ocna, de către Cielo Secondo, un italian stabilit în oraș. Pentru sticla decorativă s-a trimis un memoriu la Târnăveni. Foarte greu a fost să se introducă curentul electric pentru iluminarea interioară și exterioară, stâlpii metalici pe care sunt montate cele patru reflectoare, fiind fixați în stâncă. Montarea instalației electrice a durat o săptămână. Dalele de gresie pentru pardoseală au fost aduse de la șantierul Casei de cultură din Onești. De asemenea, s-a construit și o casă a ghidului.
Ulterior, s-au făcut demersuri la Muzeul Militar Național pentru a obține câteva exponate. De acolo au provenit câteva arme, o uniformă, fotografii, tablouri, căști germane și franțuzești, măști de gaze și cele două drapele originale după care s-au făcut copiile fidele expuse. Drumul actual, modernizat în 1972, a înlocuit vechiul drum de căruțe, folosit în Primul Război Mondial. Atât pe acest drum, cât și pe cărările ce duc spre monument, sunt amplasate bănci din lespezi de piatră, încrustate cu numele unor localități în care au fost realizate cunoscute fapte de arme: Rovine, Podu Înalt, Călugăreni, Plevna și Oituz. De asemenea, alte încrustații amintesc specialitățile militare ale celor care au participat la lupte: infanterie, vânători de munte, jandarmerie, grăniceri, geniu, artilerie, cavalerie, aviație.
Reinaugurarea monumentului a fost decisă pentru data de 9 mai 1974. În 1977 (1976 după o altă sursă), lângă monument a fost adusă crucea ridicată în memoria lui Constantin Mușat pe dealul Coșna în perioada 1920-1932, aceasta la momentul aducerii fiind găsită spartă în patru bucăți.

## Caracteristicile

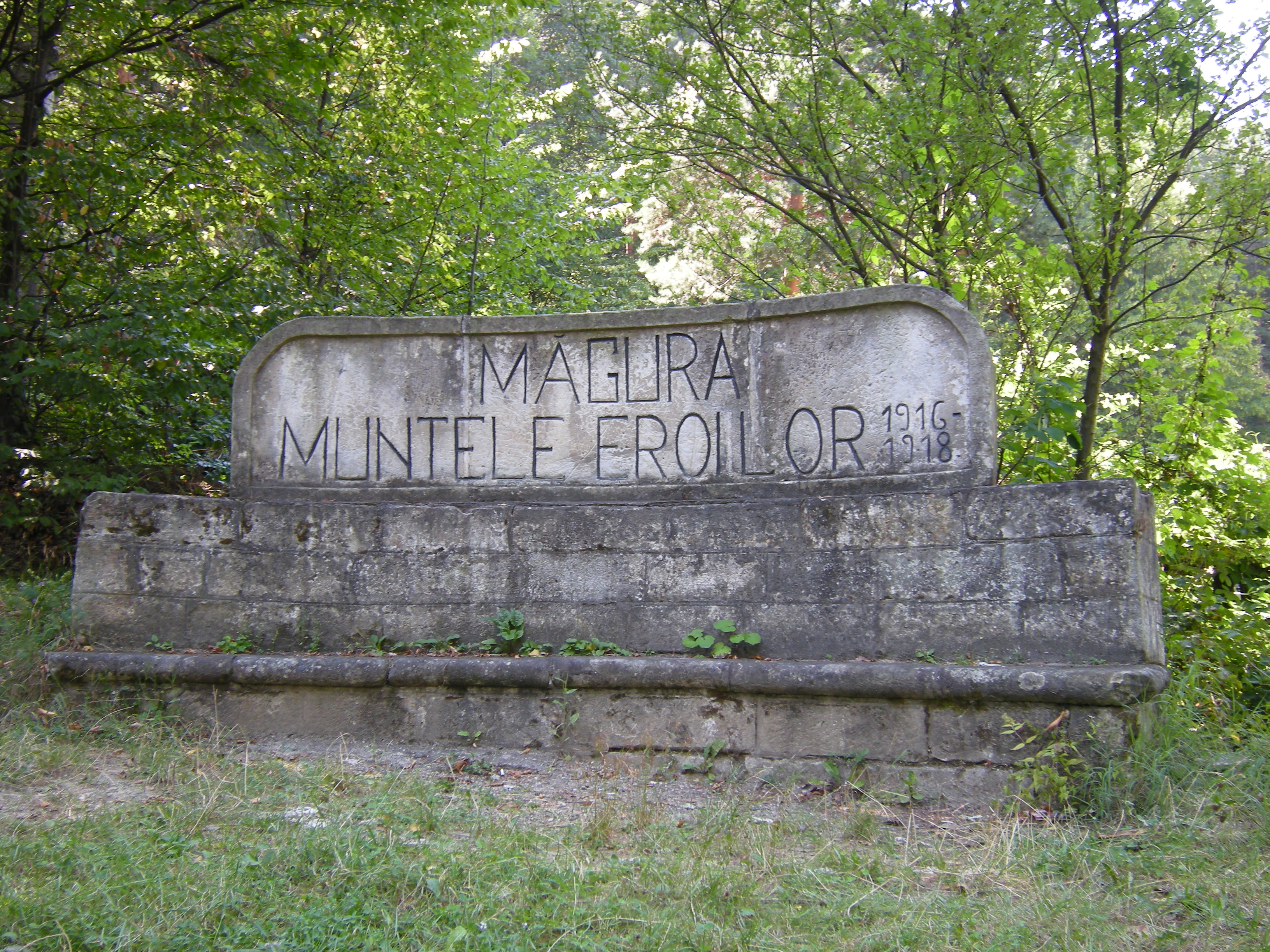
Placa „Măgura – muntele eroilor 1916-1918”, aflată la baza dealului Măgura

Monumentul este unic în țară din punct de vedere architectural. Acesta cuprinde un parter și două etaje, legate printr-o scară interioară circulară și are o înălțime de 22 m, fiind în întregime ridicată din piatră cioplită. Forma sa este de obuz, iar clădirea oferă o priveliște panoramică a zonei înconjurătoare.
La etajul I se află un mic muzeu cu însemne și mărturii documentare din Primul Război Mondial,  respectiv o colecție de fotografii, armament, uniforme militare, planuri de luptă, tablouri, medalii și decorații. Printre tablourile în ulei expuse aici se regăsesc Portretul mareșalului Alexandru Averescu (pictat de col. (r) Popescu Drăgușeni), Asaltul Cireșoaiei (pictat de col. (r) Nicolae Nica) și Post de prim ajutor regimentar (la Schitul „Măgura Ocnei”, pictat de de slt. (r) Nicolae Petrovici) Printre fotografii, se găsește cea originală făcută la Masa Reginei de pe delul Cireșoaia de către fotograful bârlădean Stanciu Kotetschi, în parimăvara anului 1918. Se mai află expuse și elemente de muniție (obuze de tun folosite de vânătorii de munte, cartușe de diferite calibre etc.) precum și mărturii fotografice cu generalii Alexandru Averescu, Constantin Prezan și Eremia Grigorescu.

La parter există o placă comemorativă depusă pe mormântul eroului necunoscut, în care se regăsesc oseminte descoperite în tranșeele de pe Coșna. Pe placă este gravat următorul text:
„Ostași ce ați căzut pentru țară,
Viteji ai credinței, soldați,
Oriunde în morminte voi stați,
Vă fie țărâna ușoară !”—Eroilor căzuți în războiul 1916-1919
Deasupra mormântului eroului necunoscut străjuiesc 2 drapele de luptă, unul al Regimentului 15 Infanterie și unul al Regimentulului 4 Artilerie, două dintre regimentele care au luptat pe frontul de la Oituz.

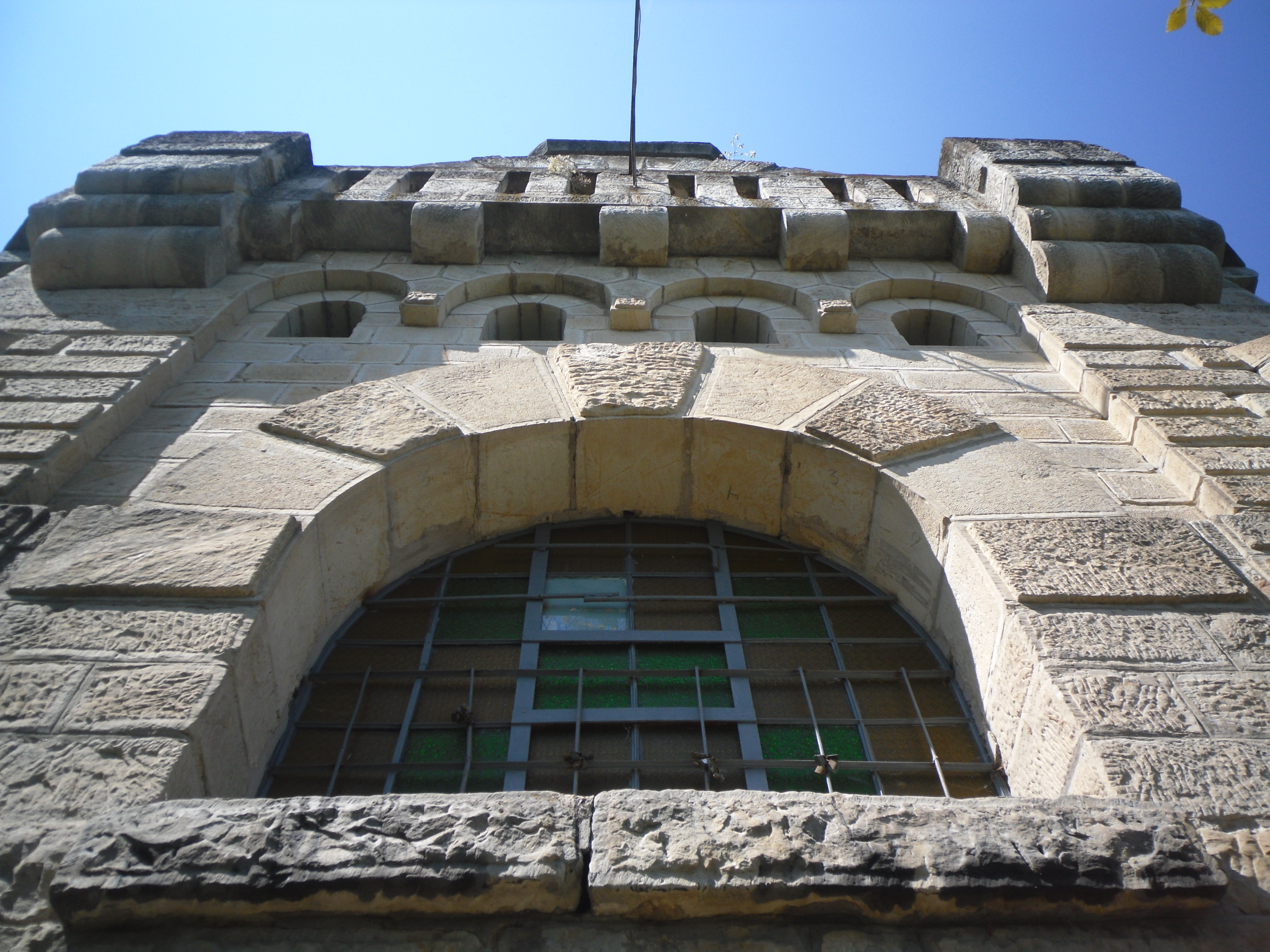
Unul dintre geamurile cu boltă romanică.
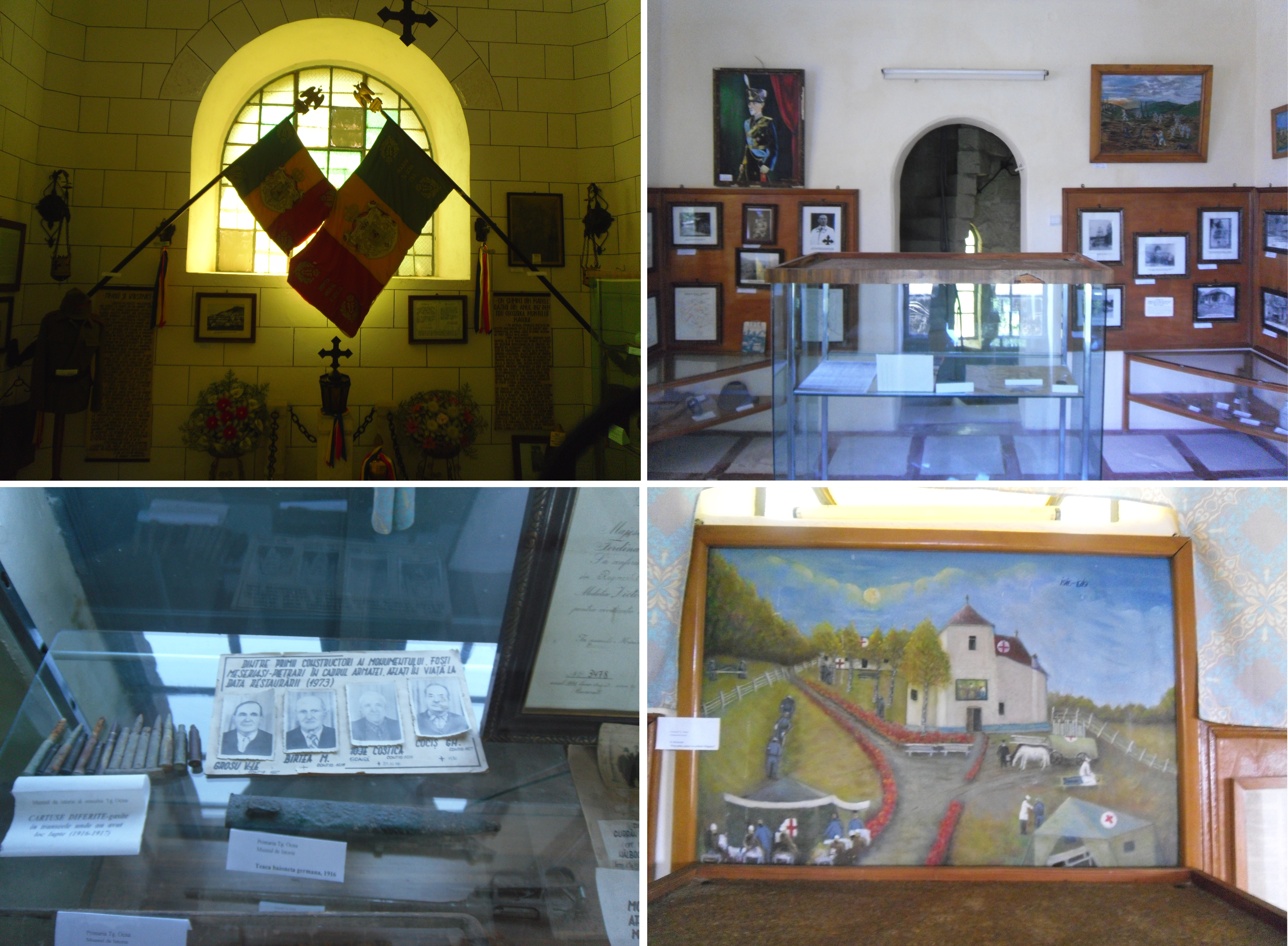
Colaj cu detalii interioare.
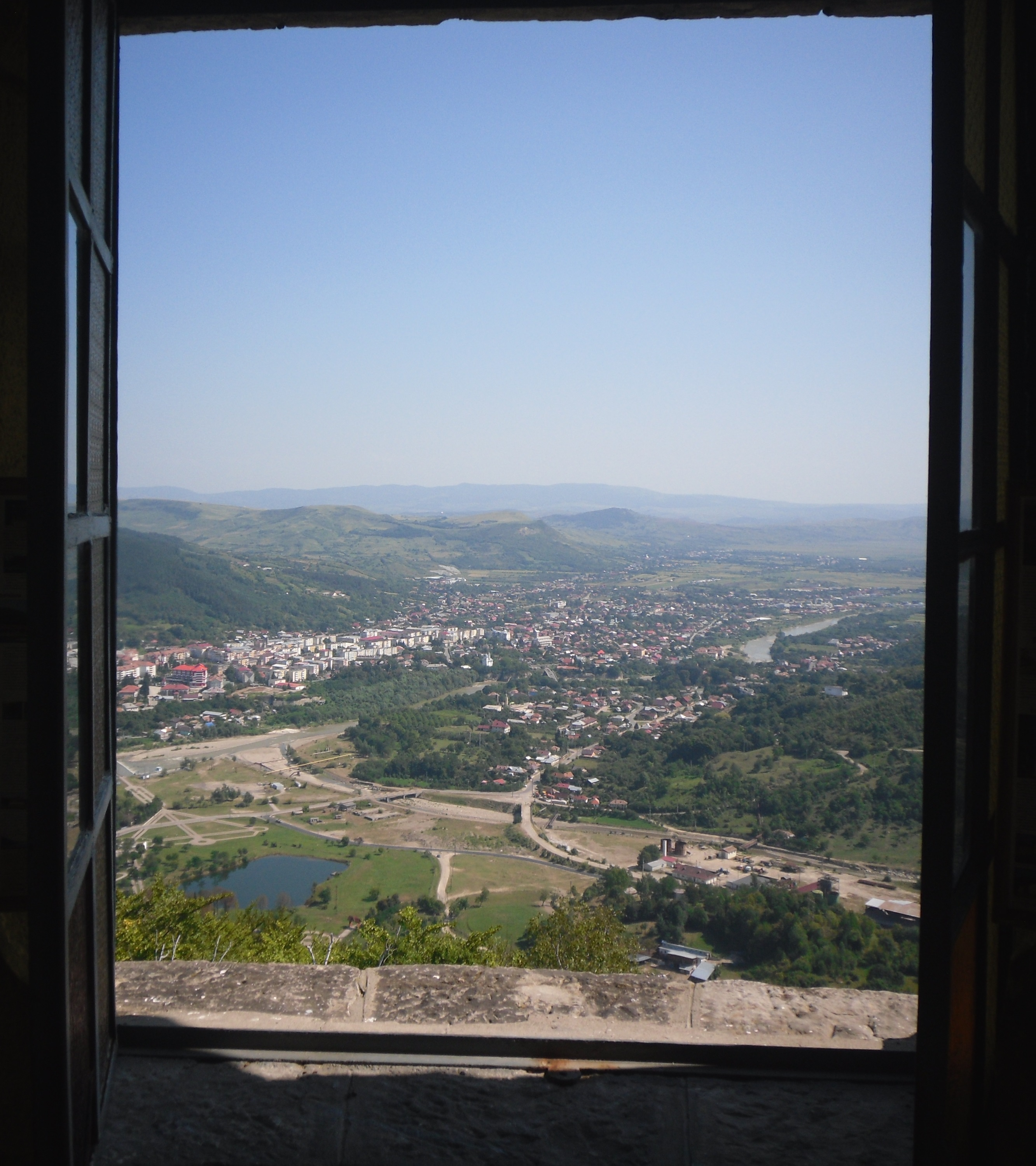
Târgu Ocna văzut de la etajul 2.
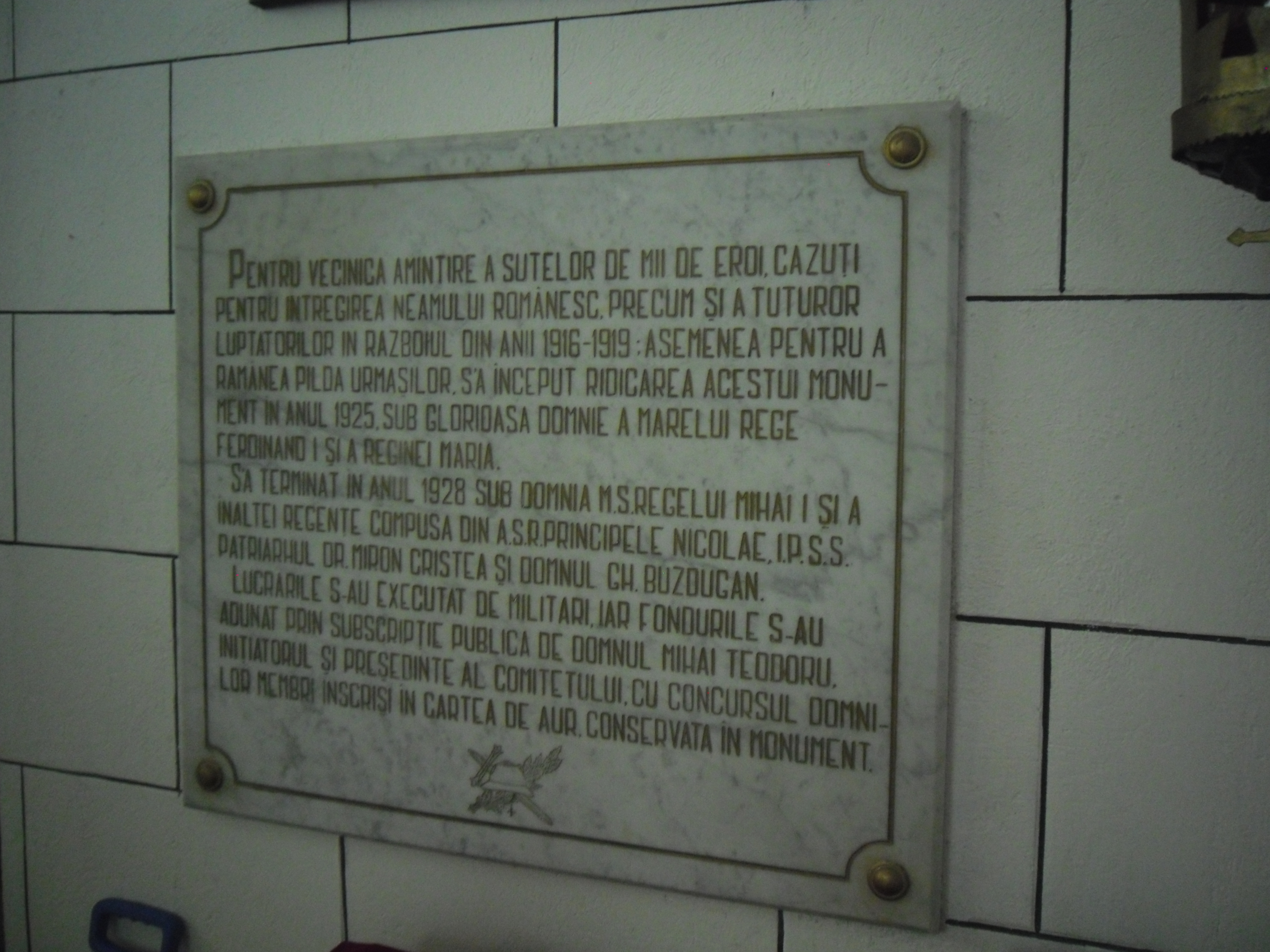
Pisania gravată în marmură.
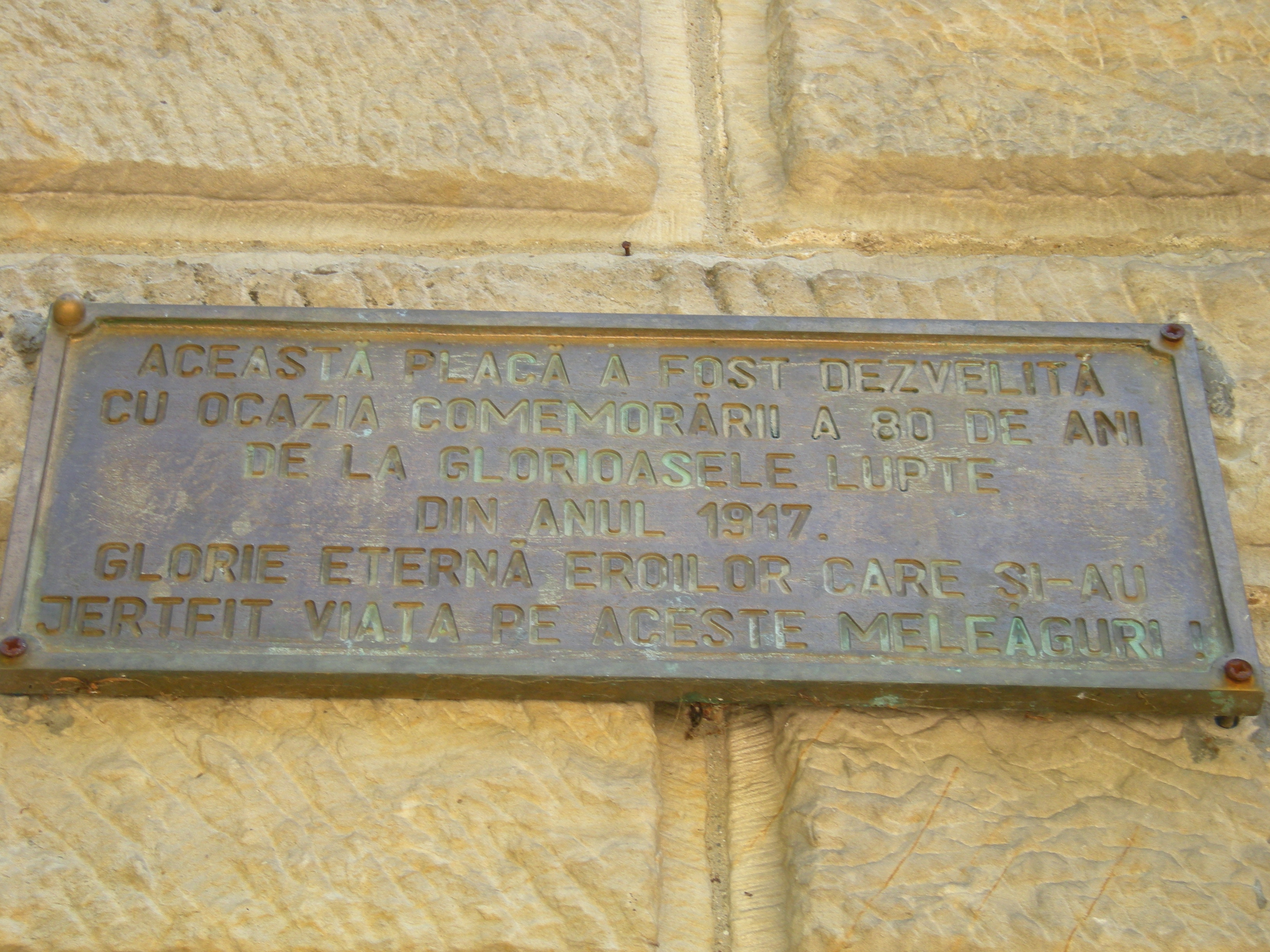
Placă comemorativă
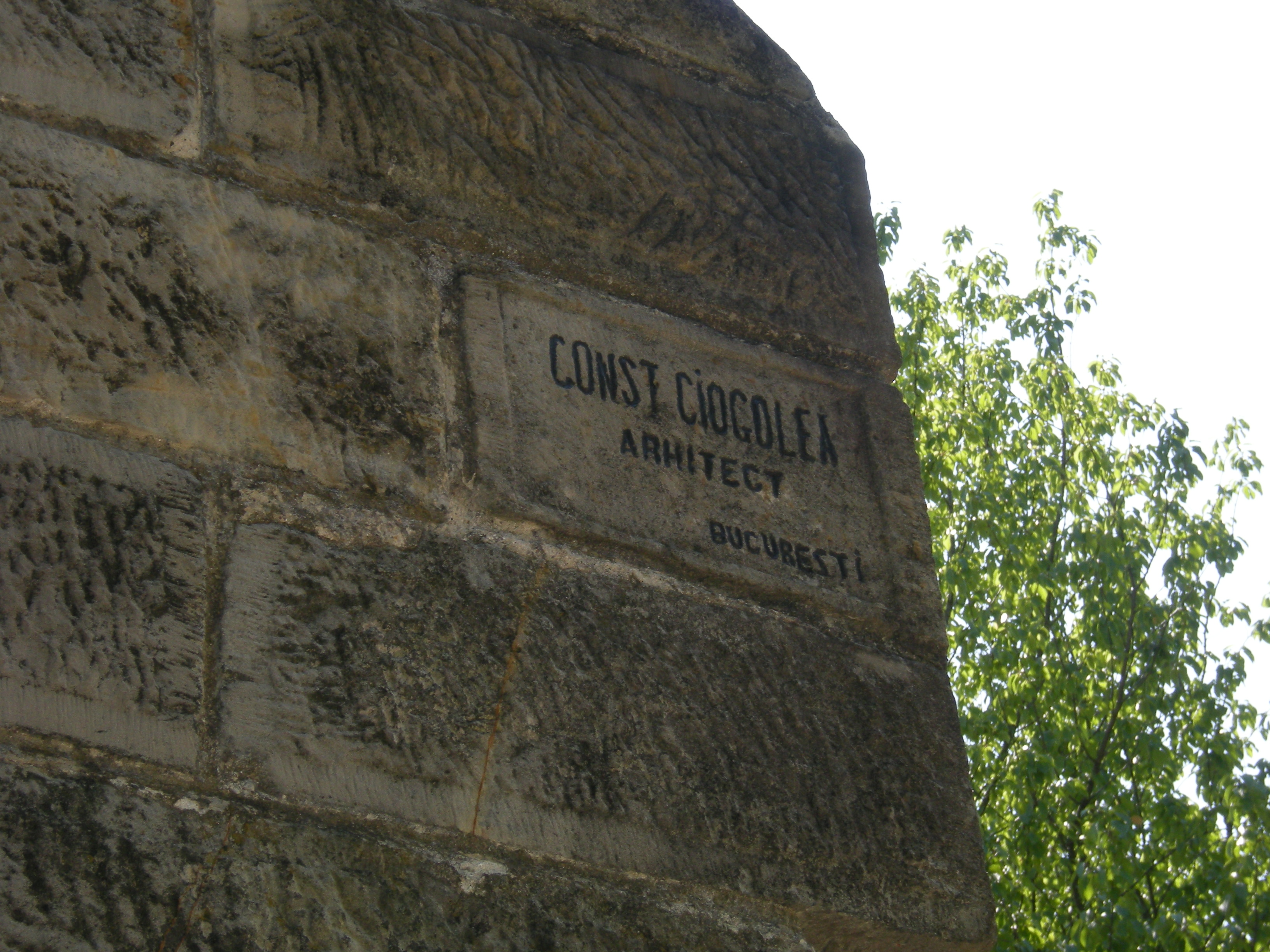
Semnătura arhitectului Constantin Ciogolea
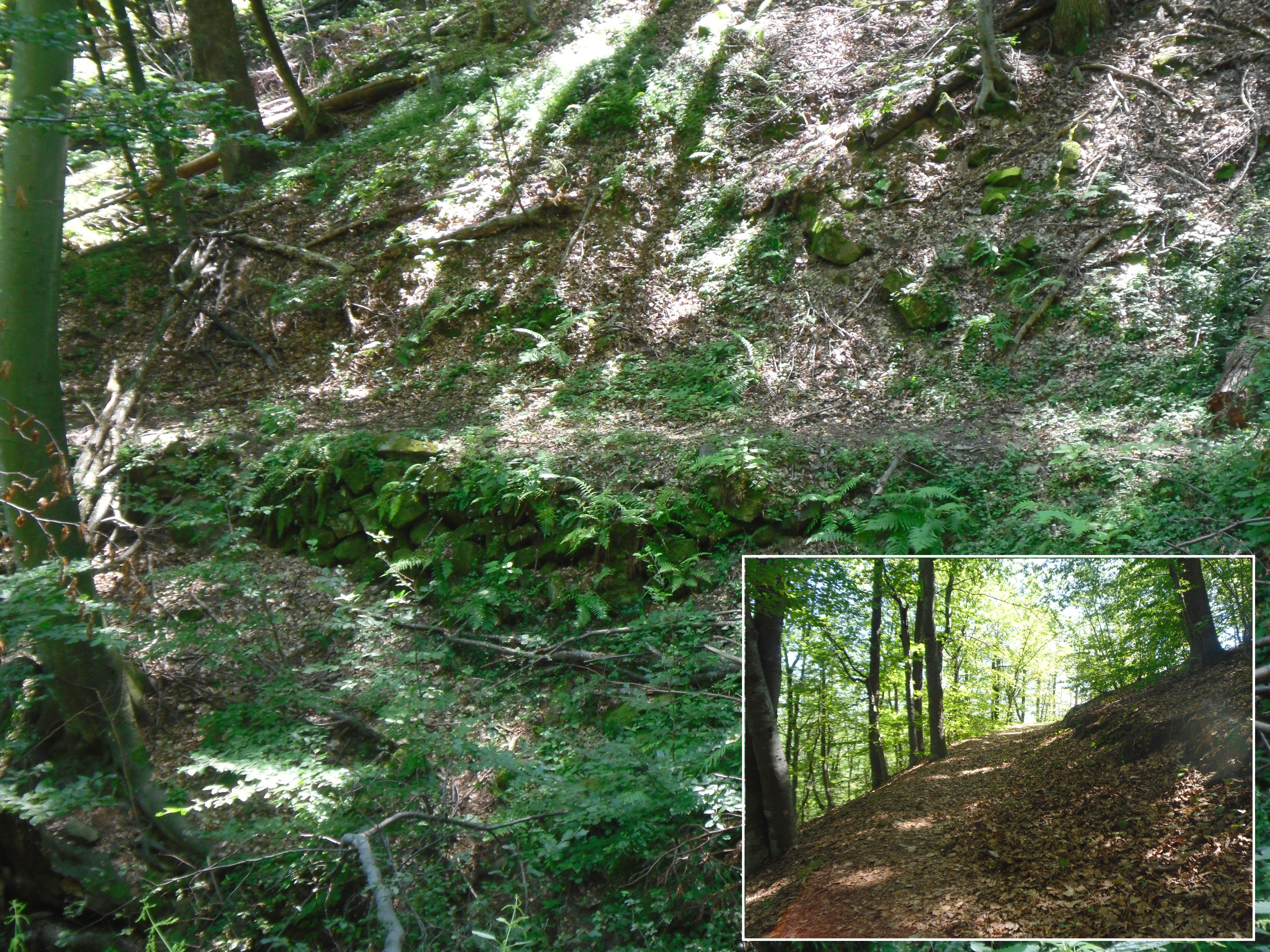
Drumul de creastă de aproximativ 3 km de pe dealul Măgura Ocnei, pe unde au fost cărate în timpul construcţiei, moloanele de piatră.

## Luptele

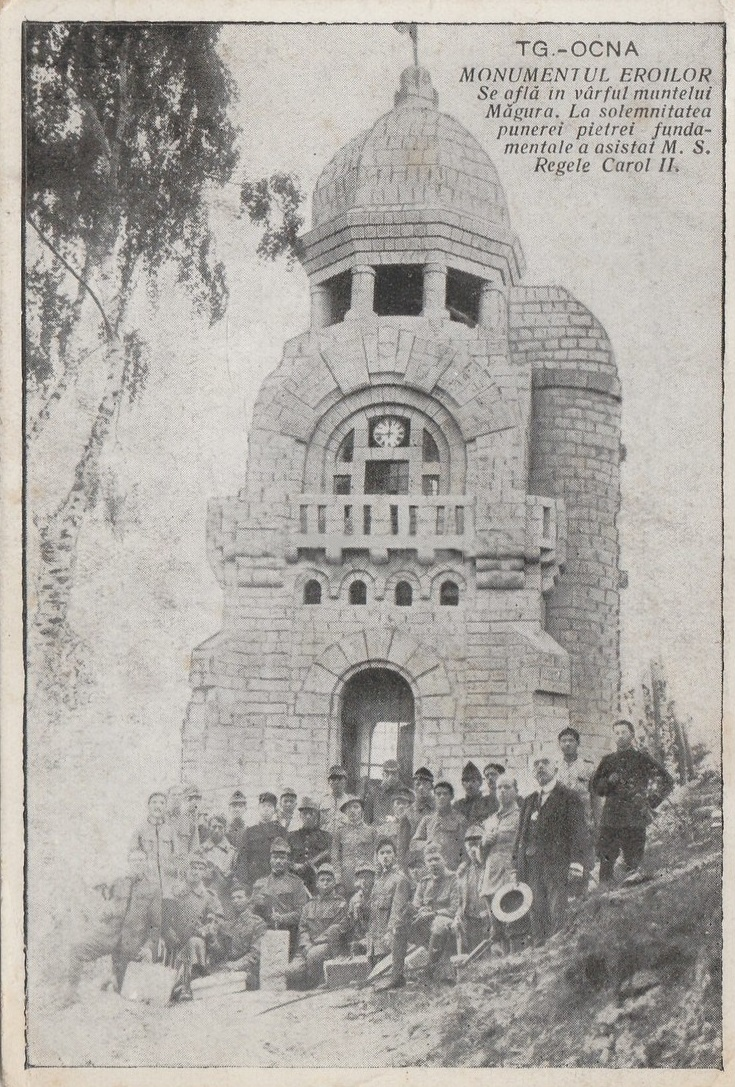
Carte poștală interbelică retușată, ce ilustrează un grup de militari în fața monumentului comemorativ

Cea de-a treia bătălie de la Oituz a început în dimineața zilei de 8 august 1917, lovitura principală a inamicului fiind dirijată de-a lungul văii Oituzului. La sfârșitul zilei, frontul a fost menținut de trupele române la cele două aripi extreme, dar a fost împins în centru, de-a lungul văii. O retragere generală cale de 4-5 km, impusă de situația tactică, a fost executată în noaptea de 9 spre 10 august. La sfârșitul acestei zile situația era foarte gravă, unele dintre uitățile române fiind distruse și altele fiind reduse la rămășițe fără valoare, într-un context în care de-a lungul văii Oituzului, inamicul se pregătea să dea lovitura decisivă.

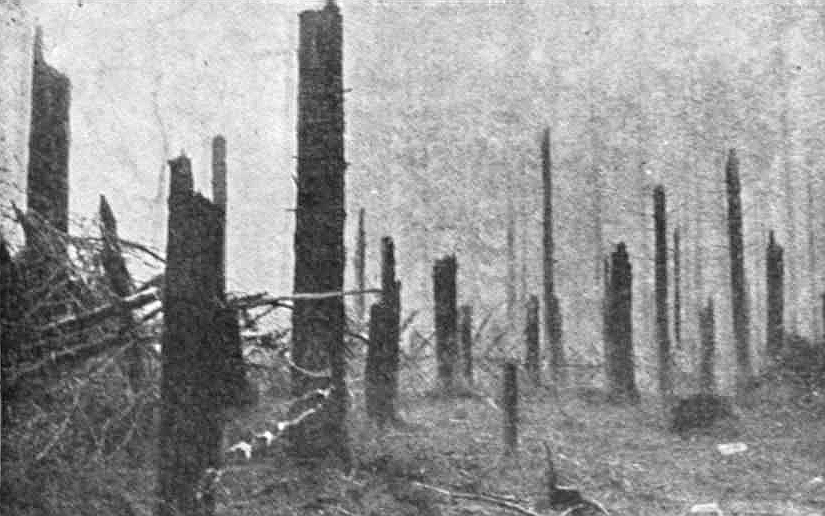
Pădurea Vrânceanu după bombardament

O nouă retragere prin scurtarea liniei frontului în zona câștigată inițial ca efect al bătăliei de la Mărăști a oferit rezerve suplimentare care să intre în luptă. La 11 august însă, criza tactică a bătăliei a ajuns la apogeu. Astfel, în după-amiaza zilei, aripa dreaptă a trupelor române se afla pe dreapta Trotușului, în zona Bogata, Măgura Ocnei, iar la Poieni sud în stânga râului. În centru, inamicul a avansat până la Grozești și între Marginea și Bahna, până la 4 km de Bogdănești. Șoseaua și calea ferată de pe valea Trotușului au ajuns mai sus de Târgu Ocna în bătaia mitralierelor inamice instalate pe Plaiul Vrânceanului, artileria grea română a fost retrasă de pe poziții spre Onești, cartierele Corpului IV Armată a părăsit Oneștiul și cel al Diviziei 7 Infanterie Târgu Ocna. Unitățile trimise în ajutor se aflau însă deja angajate pe câmpul de bătălie, sau în imediata sa apropiere, în spatele frontului.

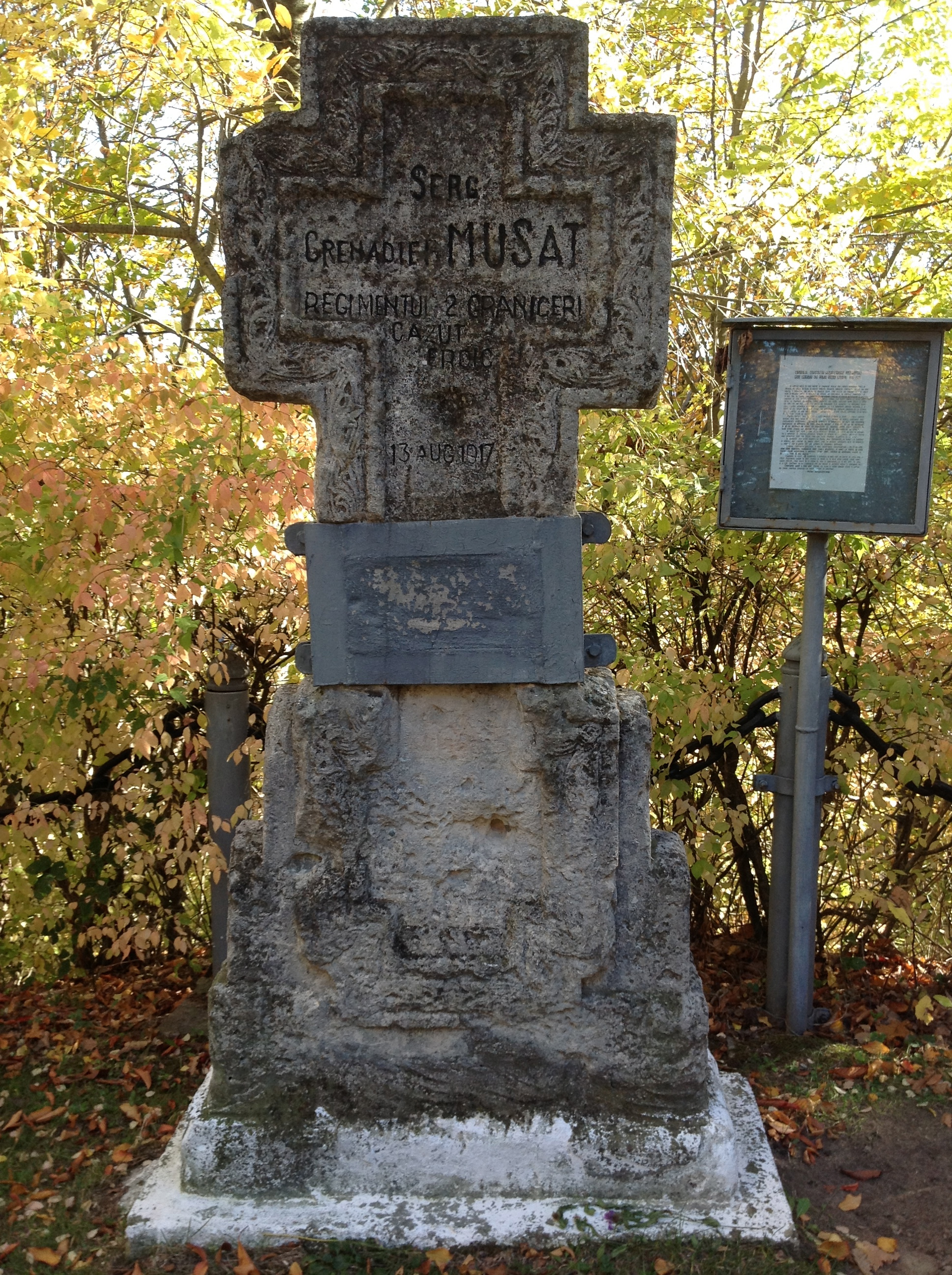
Crucea comemorativă a sergentului (postmortem) grenadier Constantin Mușat, situată acum pe Măgura Ocnei.

Inamicul stăpânea înălțimile care dominau Trotușul dinspre vest. La 12 august, trupele române au contraatacat pentru a recuceri Cireșoaia. precum și restul liniei acestor înălțimi. Până noaptea, Măgura, Vrânceanu, Cuprianu, Grohotișu și Cireșoaia reveniseră în stăpânirea trupelor române. La 13 august, ca urmare a contraofensivei, toată linia înălțimilor dominante dintre Târgu Ocna și Grozești a ajuns în mâinile Armatei României.
Tot la 13 august 1917, a căzut în luptă caporalul grenadier Constantin Mușat din Regimentul 2 de Grăniceri.
După o pauză impusă de faptul că bătălia ajunsese într-un punct mort, la 16 august a avut loc un atac inamic în zona dealului Sticlăriei, cu rol de sondaj. Atacul principal a fost dat la 19 august, când după o zi sângeroasă, trupele Puterilor Centrale au obținut doar mici succese locale, care nu au putut fi dezvoltate într-o străpungere de front. Dat fiind că inamicul reluase dealul Coșna, aflat la sud de Târgu Ocna, la 20 august s-a declanșat lupta pentru controlul acestei potențiale baze de atac. Această luptă, care a durat până la 22 august, a reprezentat ultima încercare a austro-germanilor de a rupe frontul din timpul bătăliei.

## Alte monumente comemorative ale Marelui Război
„La Tîrgu Ocna, am întîlnit peste tot locul mici morminte părăsite, fără nume, risipite ici și colo pe câmpul de bătălie, privind în veșnica singurătate, splendidul peisaj de pe vârful muntelui. Acolo unde cursese sângele șiroaie, creșteau acum în stufoase și mari răzoare, micșunele, parcă și-ar fi ales anume să înflorească pe locul unde iși scurseseră sîngele, atâtea trupuri tinere.”—Regina Maria a României, Povestea vieții mele
Monumente centralizatoare cu osuare sau cimitire militare se mai află tot la Târgu Ocna (Cimitirul cu tunuri, aflat în curtea bisericii „Sfântul Nicolae”, realizat în anul 1932), precum și la Onești (Monumentul eroilor „Regina Maria”, construit în perioada 1940-1941 în apropierea primăriei), Bogdănești, Oituz, Poiana Sărată, Slănic Moldova, Comănești, Valea Uzului.
Pe dealul Cireșoaia a fost amplasate:
- Monumentului eroilor inaugurat în prezența supraviețuitorilor Regimentul 27 Infanterie Bacău.[36]
- Monumentului Vânătorilor de munte, în 2018,[37] în incinta schitului Cireșoaia.[38]
- Crucea eroilor Regimentului 15 Infanterie, inaugurată în anul 2017 pe partea dreaptă a drumului de legătură dintre localitățile Târgu Ocna și stațiunea Slănic-Moldova.[39]

Pe dealul Coșna, au fost amplasate:
- Monumentul Eroilor Cavaleriști din Primul Război Mondial,[40] inaugurat în 1931 la cota 383 de pe valea Oituzului, cu scopul de a eterniza memoria călăreților căzuți pe câmpul de luptă de la Oituz în Primul Război Mondial.[41]
- Monumentul Vânătorilor de munte.[42]
- Monumentul eroului grenadier „Constantin Mușat”, la cota 789 m, în apropierea precedentului.[42]

Alte diverse monumente comemorative mai sunt amplasate în localitățile din zonă.

Monumente comemorative ale luptelor duse în zonă, în perioada Primului Război Mondial
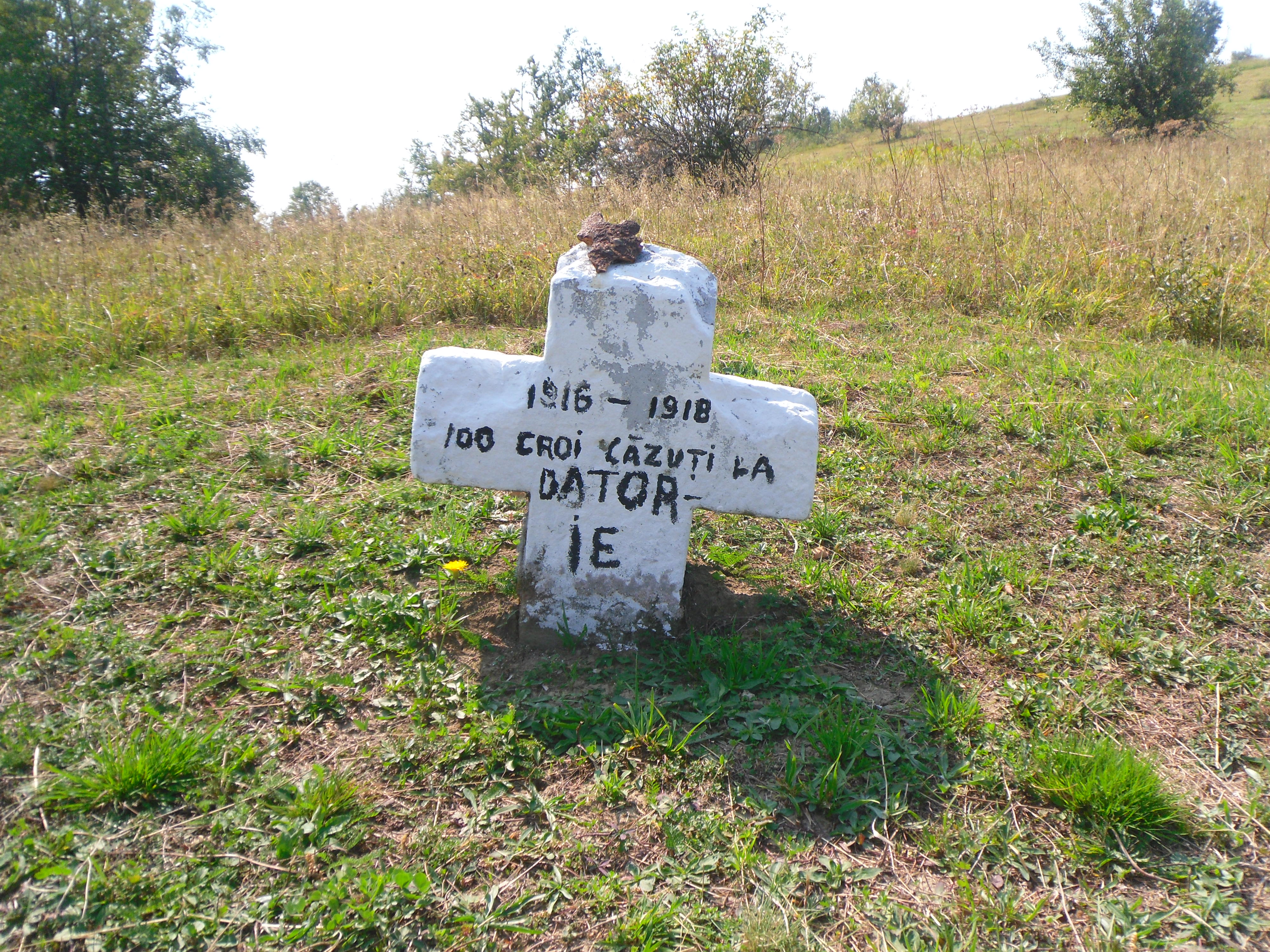
Cruce pe dealul Cireșoaia
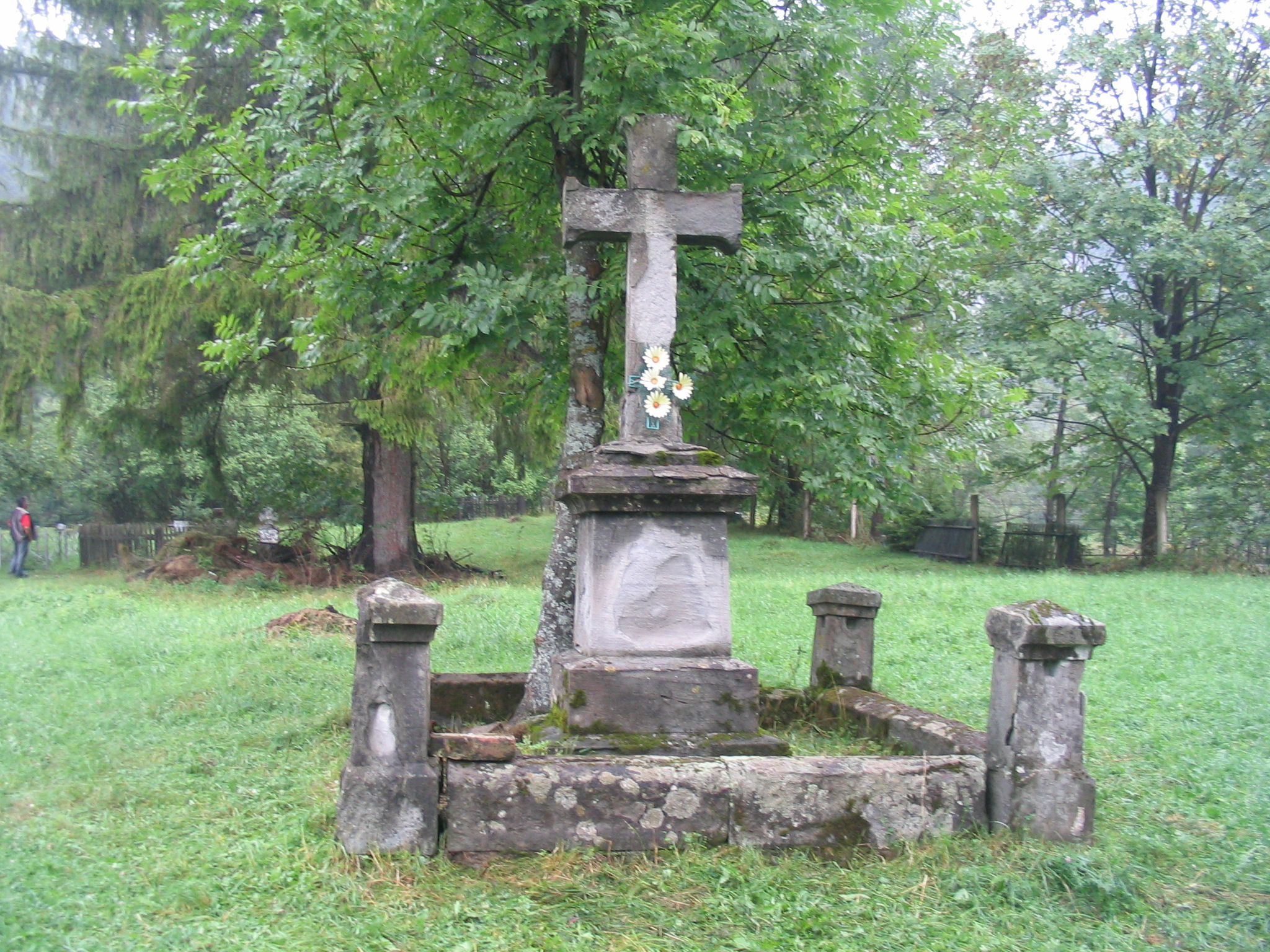
Monument dedicat Regimentului 9 Infanterie Honvezi în Cimitirul Eroilor din Valea Uzului
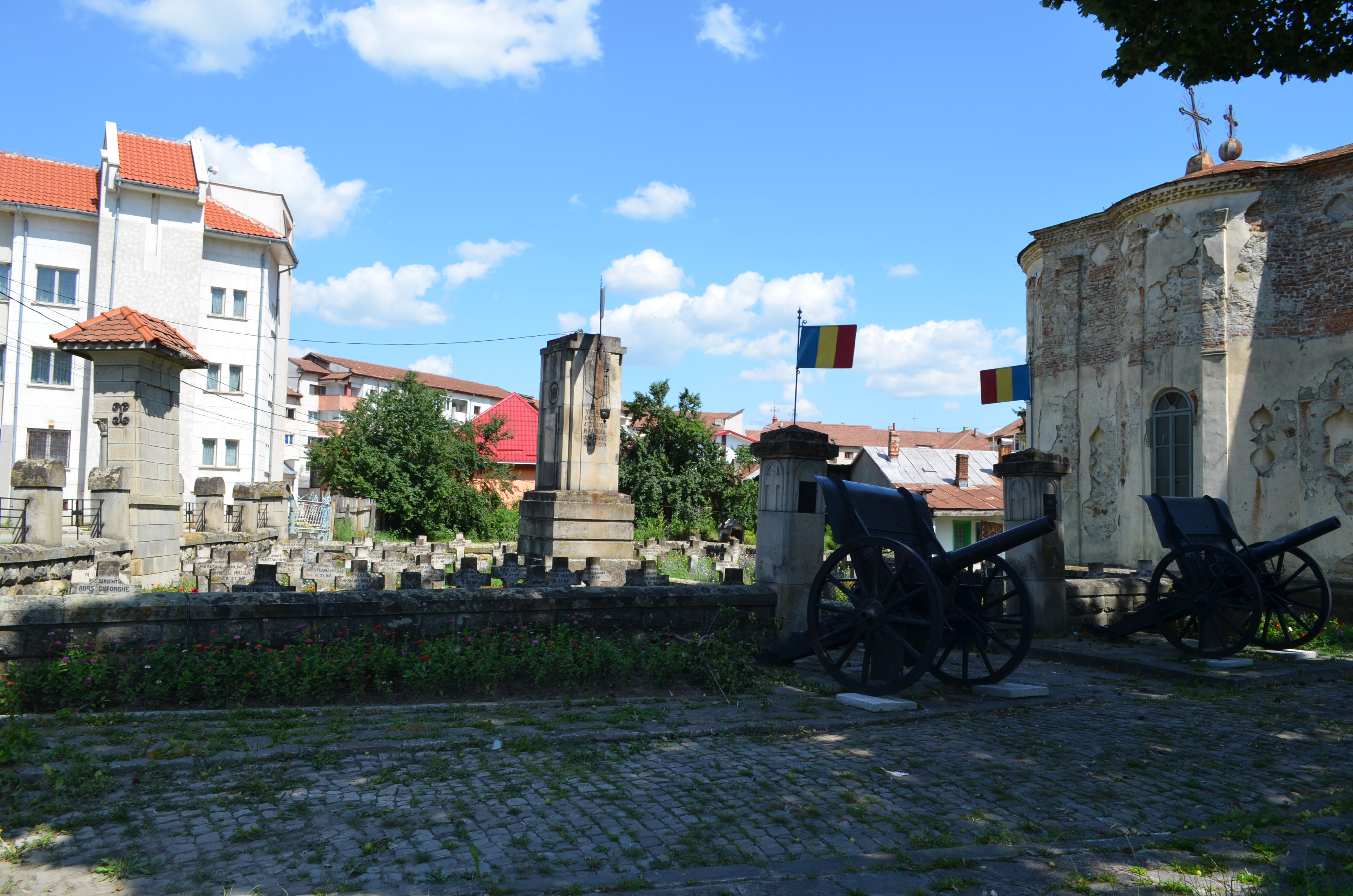
Ansamblul memorial 1916-1918 din Târgu Ocna („Cimitirul cu tunuri”)
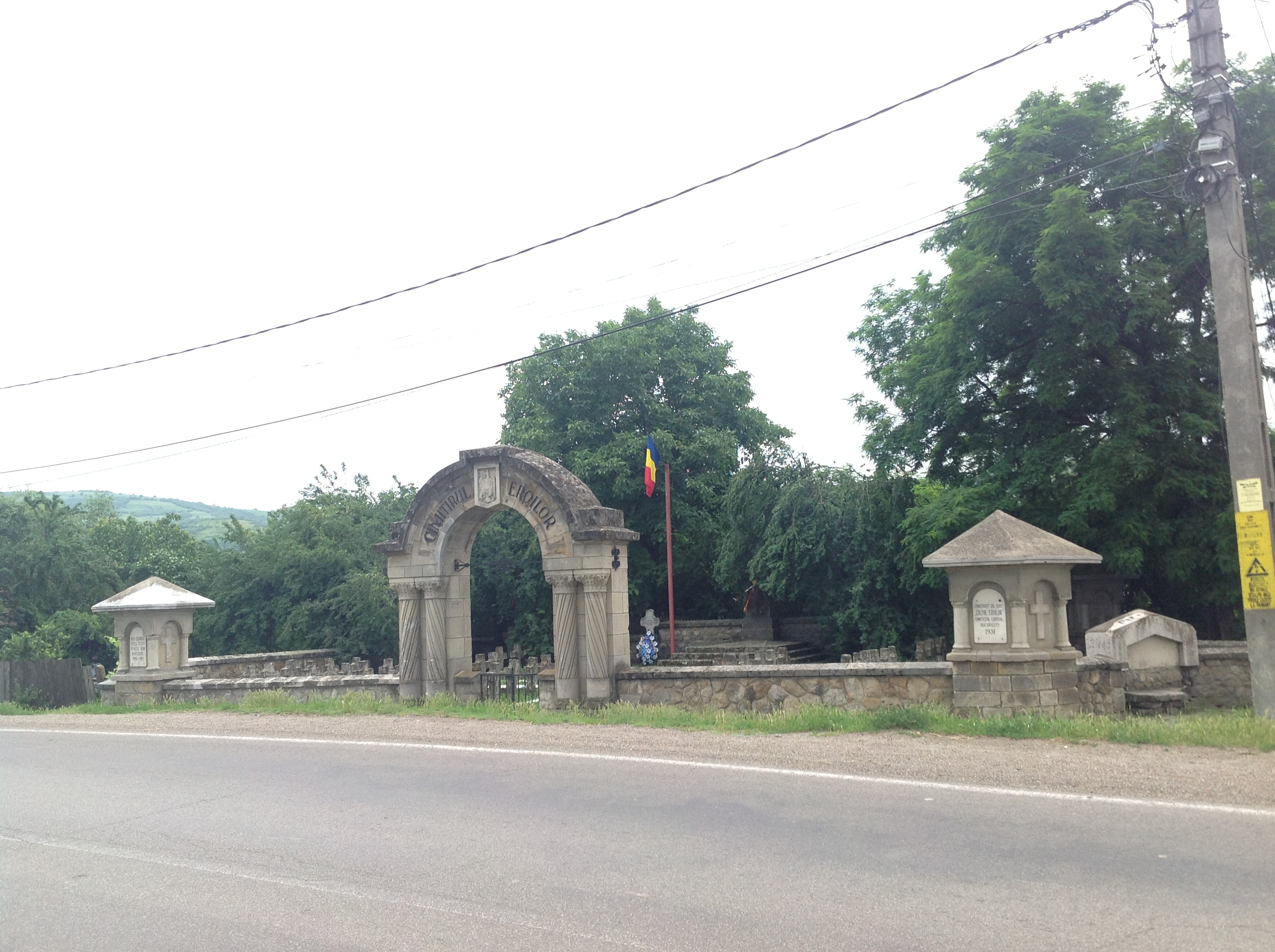
Cimitirul Eroilor din Bogdănești
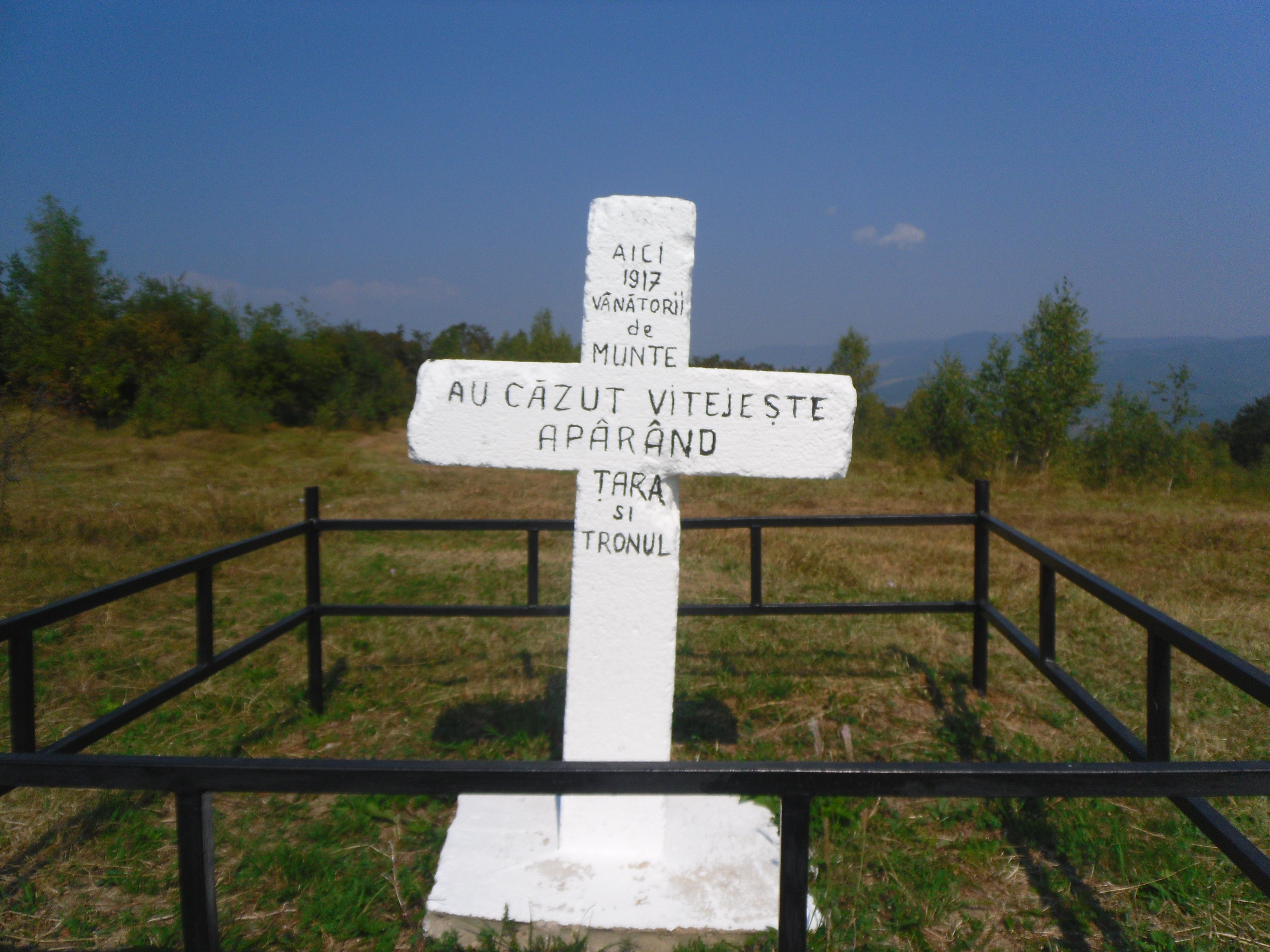
Crucea Vânătorilor de Munte de pe dealul Cireșoaia

## Bibliografie

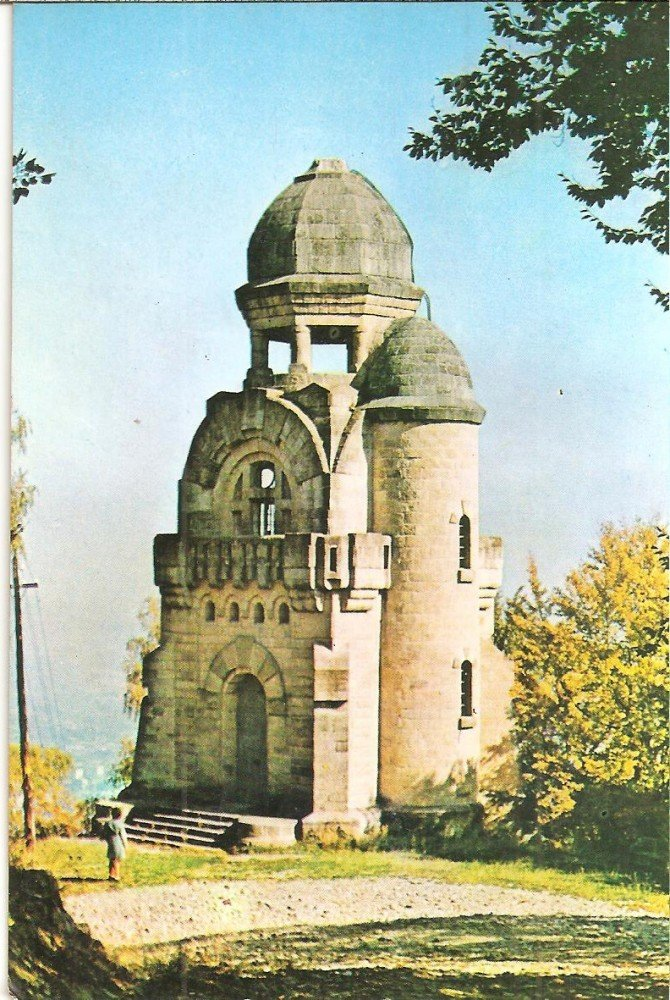
Monumentul în anul 1973, în timpul restaurării.

## Veziși
- Prima bătălie de la Oituz (1916)
- A doua bătălie de la Oituz (1916)